# Campeonato Mundial de Natación en Piscina Corta de 1995
El II Campeonato Mundial de Natación en Piscina Corta se celebró en Río de Janeiro (Brasil) entre el 30 de noviembre y el 3 de diciembre de 1995. Fue organizado por la Federación Internacional de Natación (FINA) y la Federación Brasileña de Natación. Participaron un total de 350 atletas de 57 países.
Las competiciones se realizaron en una piscina temporal ubicada en la playa de Copacabana.

## Resultados

### Masculino
| Evento                    | Oro                                                                                       | Plata                                                                                         | Bronce                                                                                 |
| ------------------------- | ----------------------------------------------------------------------------------------- | --------------------------------------------------------------------------------------------- | -------------------------------------------------------------------------------------- |
| 50 m libre (03.12)        | Francisco Sánchez Betancourt Venezuela 21,80 (RM)                                         | Fernando Scherer · Brasil · 22,08                                                             | Jiang Chengji China 22,17                                                              |
| 100 m libre (02.12)       | Fernando Scherer · Brasil · 47,97                                                         | Gustavo Borges · Brasil · 48,00                                                               | Francisco Sánchez Betancourt Venezuela 48,46                                           |
| 200 m libre (30.11)       | Gustavo Borges · Brasil · 1:45,55                                                         | Trent Bray Nueva Zelanda 1:46,18                                                              | Michael Klim Australia 1:46,44                                                         |
| 400 m libre (01.12)       | Daniel Kowalski Australia 3:45,14                                                         | Jörg Hoffmann · Alemania · 3:45,65                                                            | Malcolm Allen Australia 3:47,00                                                        |
| 1500 m libre (03.12)      | Daniel Kowalski Australia 14:42,04                                                        | Ian Wilson Reino Unido 14:49,72                                                               | Jörg Hoffmann · Alemania · 15:05,36                                                    |
| 100 m espalda (03.12)     | Rodolfo Falcón · Cuba · 53,12                                                             | Neil Willey Reino Unido 53,23                                                                 | Jirka Letzin · Alemania · 53,65                                                        |
| 200 m espalda (01.12)     | Rodolfo Falcón · Cuba · 1:55,16                                                           | Chris Renaud · Canadá · 1:55,27                                                               | Tamás Deutsch · Hungría · 1:56,18                                                      |
| 100 m braza (01.12)       | Mark Warnecke · Alemania · 59,89                                                          | Paul Kent Nueva Zelanda 1:00,08                                                               | Stanislav Lopujov · Rusia · 1:00,33                                                    |
| 200 m braza (02.12)       | Wang Yiwu China 2:11,11                                                                   | Ryan Mitchell Australia 2:11,46                                                               | Jean-Lionel Rey Francia 2:11,92                                                        |
| 100 m mariposa (30.11)    | Scott Miller Australia 52,38 (RM)                                                         | Denis Pimankov · Rusia · 52,64                                                                | Michael Klim Australia 52,80                                                           |
| 200 m mariposa (02.12)    | Scott Goodman Australia 1:54,79 (RM)                                                      | Scott Miller Australia 1:56,36                                                                | Chris-Carol Bremer · Alemania · 1:57,30                                                |
| 200 m estilos (03.12)     | Matthew Dunn Australia 1:56,86                                                            | Curtis Myden · Canadá · 1:58,56                                                               | Marcin Maliński · Polonia · 1:58,61                                                    |
| 400 m estilos (30.11)     | Matthew Dunn Australia 4:08,02 (RM)                                                       | Curtis Myden · Canadá · 4:09,39                                                               | Marcin Maliński · Polonia · 4:10,37                                                    |
| 4 × 100 m libre (03.12)   | Brasil · Fernando Scherer · André Cordeiro · Alexandre Massura · Gustavo Borges · 3:12,42 | Australia Brett Hawke Michael Klim Richard Upton Matthew Dunn 3:17,27                         | Rumania · Nicolae Ivan · Răzvan Petcu · Alexandru Ioanovici · Nicolae Butacu · 3:17,40 |
| 4 × 200 m libre (01.12)   | Australia Michael Klim Matthew Dunn Malcolm Allen Daniel Kowalski 7:07,97                 | Alemania · Chris-Carol Bremer · Steffen Zesner · Torsten Spanneberg · Jörg Hoffmann · 7:13,42 | Brasil · Cassiano Leal · Fernando Sáez · Teófilo Ferreira · Gustavo Borges · 7:13,64   |
| 4 × 100 m estilos (30.11) | Nueva Zelanda Jonathan Winter Paul Kent Guy Callaghan Trent Bray 3:35,69                  | Australia Adrian Radley Robert Van der Zant Scott Miller Michael Klim 3:36,35                 | Rusia · Serguei Sudakov · Alexandr Tkachov · Denis Pimankov · Yuri Mujin · 3:36,88     |

- (RM) – Récord mundial.

### Femenino
| Evento                    | Oro                                                                                      | Plata                                                                                   | Bronce                                                                                 |
| ------------------------- | ---------------------------------------------------------------------------------------- | --------------------------------------------------------------------------------------- | -------------------------------------------------------------------------------------- |
| 50 m libre (01.12)        | Le Jingyi China 24,62                                                                    | Angela Postma · Países Bajos · 25,10                                                    | Sandra Völker · Alemania · 25,21                                                       |
| 100 m libre (30.11)       | Le Jingyi China 53,23                                                                    | Chao Na China 54,52                                                                     | Sandra Völker · Alemania · 53,69                                                       |
| 200 m libre (01.12)       | Claudia Poll · Costa Rica · 1:55,42 (RM)                                                 | Susan O'Neill Australia 1:56,47                                                         | Martina Moravcová · Eslovaquia · 1:56,61                                               |
| 400 m libre (02.12)       | Claudia Poll · Costa Rica · 4:05,18                                                      | Carla Geurts · Países Bajos · 4:06,20                                                   | Sarah Hardcastle Reino Unido 4:07,20                                                   |
| 800 m libre (01.12)       | Sarah Hardcastle Reino Unido 8:26,46                                                     | Carla Geurts · Países Bajos · 8:27,03                                                   | Luo Ping China 8:29,95                                                                 |
| 100 m espalda (01.12)     | Misty Hyman Estados Unidos 1:00,21                                                       | Mette Jacobsen Dinamarca 1:00,25                                                        | Barbara Bedford Estados Unidos 1:00,63                                                 |
| 200 m espalda (03.12)     | Mette Jacobsen Dinamarca 2:08,18                                                         | Dagmar Hase · Alemania · 2:09,00                                                        | Leigh Habler Australia 2:09,33                                                         |
| 100 m braza (02.12)       | Samantha Riley Australia 1:05,70 (RM)                                                    | Svitlana Bondarenko · Ucrania · 1:07,78                                                 | Linley Frame Australia 1:08,61                                                         |
| 200 m braza (01.12)       | Samantha Riley Australia 2:20,85 (RM)                                                    | Svitlana Bondarenko · Ucrania · 2:24,78                                                 | Alicja Pęczak · Polonia · 2:25,62                                                      |
| 100 m mariposa (02.12)    | Liu Limin China 58,68 (RM)                                                               | Susan O'Neill Australia 58,69                                                           | Angela Kennedy Australia 58,74                                                         |
| 200 m mariposa (30.11)    | Susan O'Neill Australia 2:06,18 (RM)                                                     | Liu Limin China 2:06,51                                                                 | Mette Jacobsen Dinamarca 2:11,07                                                       |
| 200 m estilos (03.12)     | Elli Overton Australia 2:11,67                                                           | Martina Moravcová · Eslovaquia · 2:11,91                                                | Louise Karlsson · Suecia · 2:12,38                                                     |
| 400 m estilos (30.11)     | Joanne Malar · Canadá · 4:36,40                                                          | Nancy Sweetnam · Canadá · 4:37,04                                                       | Britta Vestergaard Dinamarca 4:37,10                                                   |
| 4 × 100 m libre (02.12)   | China Chao Na Shan Ying Han Xue Le Jingyi 3:37,00                                        | Australia Melanie Dodd Sarah Ryan Anna Windsor Susan O'Neill 3:38,72                    | Suecia · Johanna Sjöberg · Louise Karlsson · Linda Olofsson · Louise Jöhncke · 3:40,06 |
| 4 × 200 m libre (30.11)   | Canadá · Marianne Limpert · Shannon Shakespeare · Sarah Evanetz · Joanne Malar · 7:58,25 | Alemania · Dagmar Hase · Kerstin Kielgaß · Julia Jung · Franziska van Almsick · 8:01,11 | Australia Anna Windsor Samantha Mackie Nicole Stevenson Susan O'Neill 8:01,86          |
| 4 × 100 m estilos (03.12) | Australia Elli Overton Samantha Riley Angela Kennedy Susan O'Neill 4:00,46               | Canadá · Julie Howard · Lisa Flood · Jessica Amey · Shannon Shakespeare · 4:03,89       | Estados Unidos Barbara Bedford Kelli King-Bednar Misty Hyman Courtney Shealy 4:04,34   |

- (RM) – Récord mundial.

## Medallero
| Núm. | País           | Oro | Plata | Bronce | Total |
| ---- | -------------- | --- | ----- | ------ | ----- |
| 1    | Australia      | 12  | 7     | 7      | 26    |
| 2    | China          | 5   | 2     | 2      | 9     |
| 3    | Brasil         | 3   | 2     | 1      | 6     |
| 4    | Canadá         | 2   | 5     | 0      | 7     |
| 5    | Costa Rica     | 2   | 0     | 0      | 2     |
| 5    | Cuba           | 2   | 0     | 0      | 2     |
| 7    | Alemania       | 1   | 4     | 5      | 10    |
| 8    | Reino Unido    | 1   | 2     | 1      | 4     |
| 9    | Nueva Zelanda  | 1   | 2     | 0      | 3     |
| 10   | Dinamarca      | 1   | 1     | 2      | 4     |
| 11   | Estados Unidos | 1   | 0     | 2      | 3     |
| 12   | Venezuela      | 1   | 0     | 1      | 2     |
| 13   | Países Bajos   | 0   | 3     | 0      | 3     |
| 14   | Ucrania        | 0   | 2     | 0      | 2     |
| 15   | Rusia          | 0   | 1     | 2      | 3     |
| 16   | Eslovaquia     | 0   | 1     | 1      | 2     |
| 17   | Polonia        | 0   | 0     | 3      | 3     |
| 18   | Suecia         | 0   | 0     | 2      | 2     |
| 19   | Francia        | 0   | 0     | 1      | 1     |
| 19   | Hungría        | 0   | 0     | 1      | 1     |
| 19   | Rumania        | 0   | 0     | 1      | 1     |
|      | TOTAL          | 32  | 32    | 32     | 96    |